# Prima Divisione 1940-1941 (pallacanestro femminile)
La Prima Divisione 1940-1941 è stata la settima edizione di questo campionato italiano di pallacanestro femminile, la prima come terzo livello per la creazione della Serie B 1940-1941. Fu disputato a livello interregionale su 4 gironi con ammissione alla finale delle vincenti di ogni girone di qualificazione.

## Girone A
- D.A. A.T.B., Brescia
- G.I.L. Bergamo;
- P.F. Giordana, Genova;
- G.U.F. Vercelli.

## Girone B
- S.A.S.-G.U.F. Venezia
- D.A. Modiano, Trieste;
- D.A. Pastificio Jutif, Trieste;
- D.A. Silurificio, Fiume;

## Girone C
- S.S. Audax, Venezia;
- D.A. Calzoni, Bologna;
- Rari Nantes, Trento.

## Girone D
Sottogruppo "A"
- S.S. Ascoli
- G.I.L. "L.Platania" Napoli

Sottogruppo "B"
- G.U.F. Catania[3]